# Ulica Henryka Sienkiewicza w Łodzi
Ulica Sienkiewicza w Łodzi – jedna z ważniejszych ulic dawnej dzielnicy Śródmieście w Łodzi.

## Historia ulicy
Regulację ulicy przeprowadzono w latach 1824–1828 podczas tworzenia osady przemysłowej, przeznaczonej pod osiedlenie tkaczy lnu i bawełny, którą nazwano Łódka.
Od 1827 roku, była to ul. Dzika, w latach 1888–1917 nazywała się Mikołajewska i Nikołajewska; w latach 1917–1940 otrzymała nazwę Henryka Sienkiewicza. Podczas okupacji Niemcy przemianowali ulicę na Schiller-Straße i na König-Heinrich-Straße. W 1945 roku powrócono do nazwy ul. Sienkiewicza. W 1988 roku ul. Sienkiewicza wchłonęła dawną ul. Boczną.
Prawdopodobnie jeszcze przed końcem XIX wieku ulica była wybrukowana drewnianą kostką, która w nocy skutecznie wytłumiała odgłosy przejeżdżających platform konnych, powozów i dorożek. Dopiero na przełomie lat 1916–1917 wybrukowano kostką kamienną odcinek od ul. Pustej (dziś Wigury) na południe i od ul. Nawrot do Dzielnej (dziś Narutowicza).
W 1937 roku budynki przy ul. Sienkiewicza podłączono do kanalizacji miejskiej.

## Ważniejsze obiekty

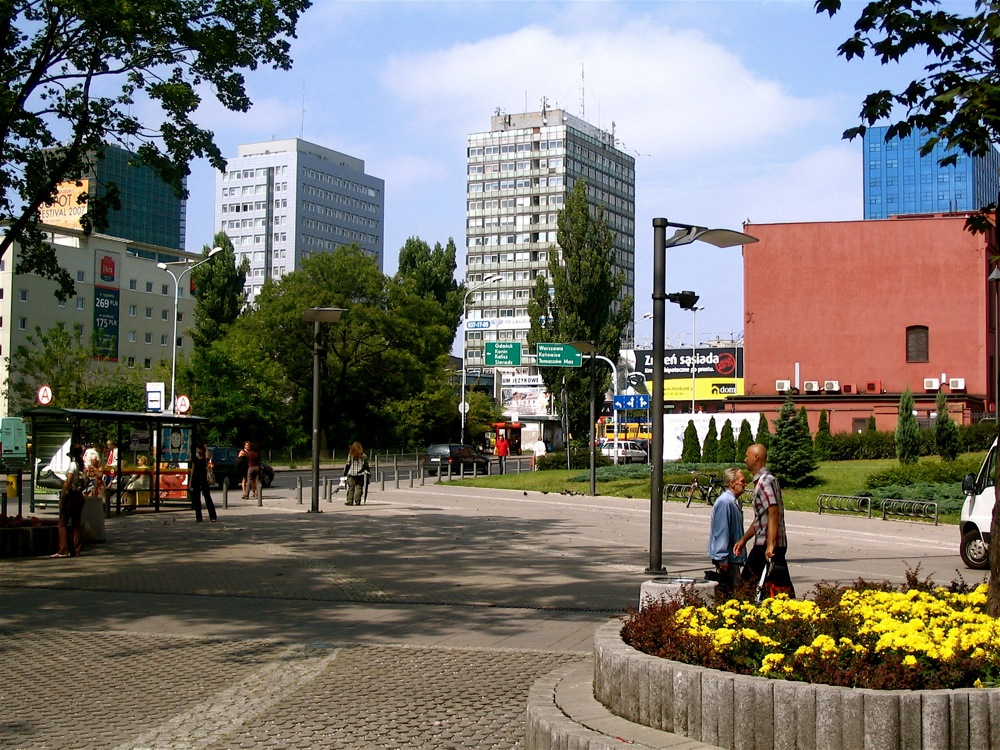
Ulica Sienkiewicza w pobliżu skrzyżowania z ul. Orlą, widok w stronę skrzyżowania z al. Piłsudskiego, placyk obok Galerii Łódzkiej; widoczne, od lewej: hotel Ibis, Red Tower, Urząd Marszałkowski, wieżowiec Pekao, Orion Business Tower, siedziba Gazety Wyborczej

- kamienica Dawida Tempela (nr 4), obok ul. Narutowicza, wpisana do rejestru zabytków[3]
- kamienica Abrahama Dudaka (nr 6), wpisana do rejestru zabytków[3]
- siedziba Banku Zachodniego WBK, dawniej banku Związku Spółek Zarobkowych (nr 24), wpisana do rejestru zabytków[3]
- Komenda Miejska Policji w Łodzi (nr 28/30)
- kościół Podwyższenia Świętego Krzyża (nr 38), na rogu ul. Tuwima, kościół wpisany do rejestru zabytków[3]
- park im. Henryka Sienkiewicza, wpisany do rejestru zabytków[3]
- III Liceum Ogólnokształcące im. Tadeusza Kościuszki (nr 46), budynek wpisany do rejestru zabytków[3]
- parafia Najświętszego Imienia Jezus (nr 60), vis-à-vis ul. Roosevelta, kościół wpisany do rejestru zabytków[3]
- fabryka Józefa Balle – siedziba łódzkiego oddziału Gazety Wyborczej (nr 72), budynek wpisany do rejestru zabytków[3]
- Teatr „Pinokio” w dawnej fabryce „Wigencja” (nr 75/77)[4]
- Śródmiejska Dzielnica Mieszkaniowa
- Orion Business Tower (nr 85/87)
- Galeria Łódzka, przy skrzyżowaniu z al. Piłsudskiego
- willa Henryka Michela (nr 100), wpisana do rejestru zabytków[3]
- Centrum Badań Molekularnych i Makromolekularnych Polskiej Akademii Nauk (nr 112)
- siedziba Pogotowia ratunkowego (nr 137/141)

Przy ulicy Sienkiewicza istniało kilka synagog:
- Synagoga Lichtenberga w Łodzi
- Synagoga Józefa Kaca w Łodzi
- Synagoga Gerszona Federa w Łodzi
- Synagoga w Łodzi (ul. Mikołajewska 69)